# Суд в Ривонии
Суд в Ривонии (англ. Rivonia Trial) — судебный процесс над десятью лидерами Африканского национального конгресса, времён апартеида в ЮАР в период между 1963 и 1964 годами. Назван по месту ареста — Ривония, пригород Йоханнесбурга, а сам суд проходил в Претории. Знаменитая речь лидера АНК Нельсона Манделы «Я готов к смерти», произнесённая в конце заседания, продемонстрировала невозможность отказа обвиняемых от своих убеждений. Итогом процесса стало осуждение 8 человек, в частности пожизненное заключение Манделы, из которого он отбыл 27 лет.

## Аресты
19 лидеров АНК были арестованы 11 июля 1963 года на ферме Лилислиф, принадлежащей Артуру Голдрейху. Ферма использовалась в качестве укрытия для членов Африканского национального конгресса. Среди прочего, на ферме были найдены документы АНК и дневники Манделы. Нельсон Мандела переехал на ферму в октябре 1961 года и избежал ареста, назвавшись садовником и поваром Давидом Мотсамаи. Среди арестованных были Уолтер Сисулу, Гован Мбеки, Рэймонд Мхлаба, Эндрю Млангени, Элиас Мотсоаледи (профсоюзный деятель и член АНК), Ахмед Катрада, Билли Нэйр, Денис Голдберг (член Конгресса демократов), Лионель Бернстайн (член ЮАКП), Артур Голдрейх (владелец фермы), Гарольд Вольпе, Джеймс Кантор и др. Этнический состав арестованных был разным: белые и чернокожие, евреи и индийцы.
К лидерам АНК, привлечённым к ответственности в суде в Ривонии был присоединён Нельсон Мандела, уже начал отбывать пятилетний срок в форте Йоханнесбурга за подбивание работников на забастовку и нелегальный выезд из страны. Подсудимые находились 90 дней под арестом, без суда и в полной изоляции Между тем, Голдрейх и Вольпе подкупили охрану и бежали из тюрьмы 11 августа.
Юристы не видели своих подопечных до обвинительного заключения от 9 октября. Главой группы защиты был Брам Фишер, помощниками стали Джоэл Иоффе, Артур Часкалсон, Джордж Бизос, Вернон Берранже и Гарольд Хансон. Отдельная команда состояла из Хансона и Гарри Шварца для защиты Кантора.
Председательствующим судьёй был Квартус де Вет, судья-президент Трансвааля. Главным прокурором был Перси Ютар, заместитель адвоката-генерала Трансвааля.
Судебный процесс начался 26 ноября 1963 года. После квалифицирования первого обвинительного заключения как неадекватного, 3 декабря было оглашено новое расширенное заключение. Каждый из десяти обвиняемых не признал себя виновным. Суд закончился 12 июня 1964 года.

## Список обвиняемых

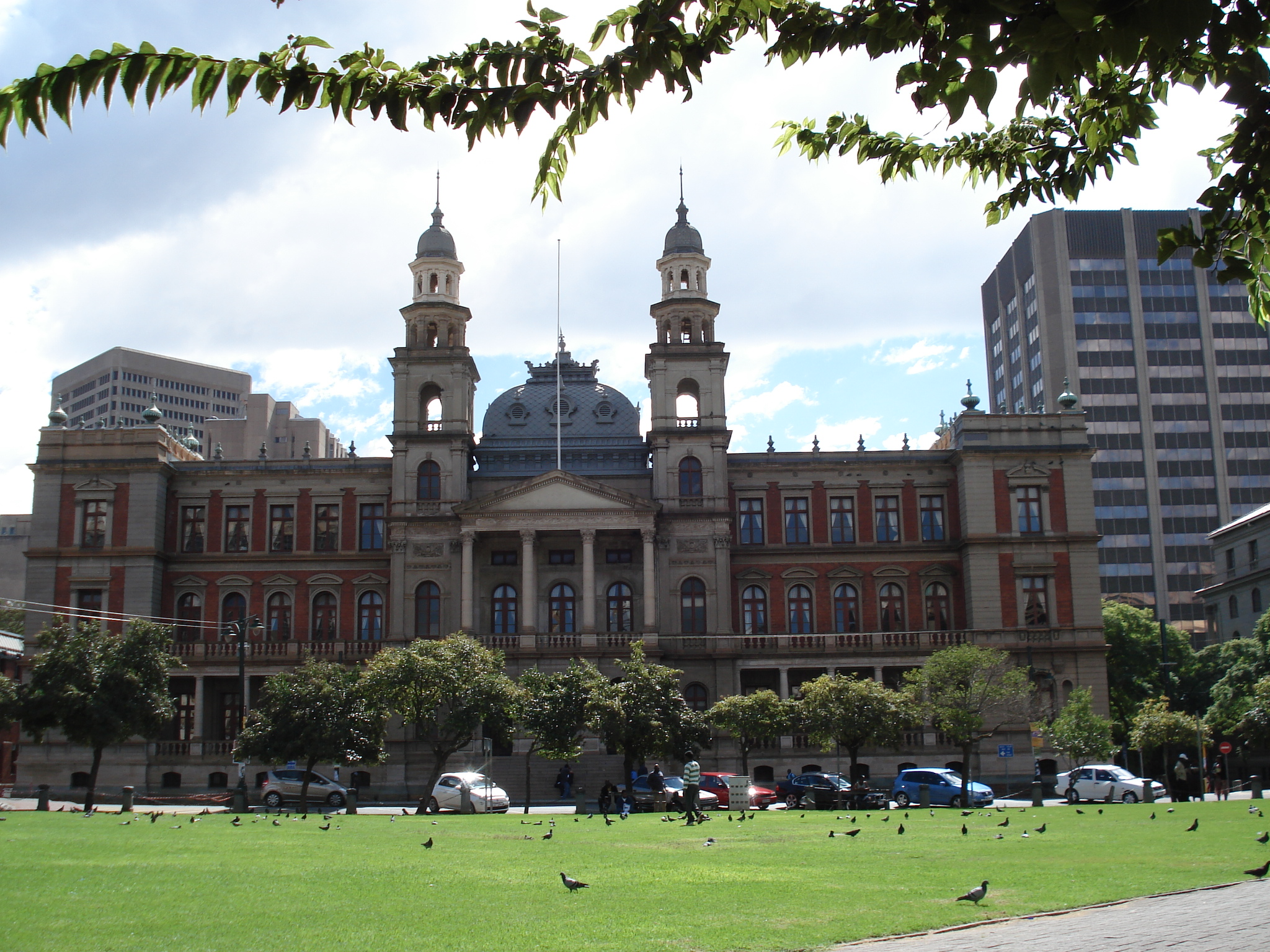
Дворец правосудия в Претори, место проведения суда

Список обвиняемых включал в себя 10 человек:
- Нельсон Мандела
- Уолтер Сисулу
- Денис Голдберг
- Гован Мбеки
- Ахмед Катрада
- Лионель Бернстайн
- Рэймонд Мхлаба
- Джеймс Кантор
- Элиас Мотсоаледи
- Эндрю Млангени

Гольдрейх и Вольпе сумели подкупить стражу и бежать из тюрьмы, затем перебравшись из Южной Африки в Свазиленд и далее в Ботсвану. Позже сумел освободиться и уехать из страны Хеппл.

## Защита
К адвокату Джоэлю Иоффе обратились за помощью Хильда Бернстайн (жена Расти Бернстайна), Альбертина Сисулу (жена Уолтера Сисулу), Энни Голдберг (мать Дениса Голдберга) и Винни Мандела (жена Нельсона Манделы). Иоффе согласился выступить в качестве адвоката для всех обвиняемых, кроме Кантора, который потребовал отдельного адвоката, и Боба Хеппла. Иоффе с адвокатами Артуром Часкалсоном и Джорджем Бизосом, убедил Брама Фишера выступать в качестве ведущего адвоката. Позже к ним присоединился Вернон Беранже.
Основная группа:
- Вернон Беранже
- Джордж Бизос
- Артур Часкалсон
- Брам Фишер
- Гарольд Хансон
- Джоэль Иоффе

Вторая, для защиты Кантора:
- Джон Кокер
- Гарольд Хансон
- Джордж Ловен
- Х. К. Николас
- Гарри Шварц

## Обвинения
Список обвинений включал в себя:
- наём людей с целью обучения и подготовки в использовании взрывчатых веществ и ведения партизанской войны с целью насильственной революции и совершения актов саботажа,
- сговор с целью совершения этих актов и помощь иностранным военным подразделениям, когда они (гипотетически) вторгнутся в Республику,
- пособничество коммунизму,
- вымогательство и получение денег для достижения этих целей от сочувствующих за пределами Южной Африки, в Алжире, Эфиопии, Либерии, Нигерии, Тунисе и других странах.

Во вступительном слове прокурор Перси Ютар сказал, что запаса боеприпасов было достаточно, чтобы взорвать город размером с Йоханнесбург.
По решению Совета Безопасности ООН и всех стран мира суд был признан незаконным, что привело к введению международных санкций.

## Речь Нельсона Манделы
В начале судебного разбирательства, Нельсон Мандела произнёс трёхчасовую речь со скамьи подсудимых, в которой он объяснил и защитил ключевые политические позиции АНК. Он оправдал решение этого движения, в связи с растущими ограничениями на разрешённую политическую деятельность, выйти за рамки использования конституционных методов и ненасильственного сопротивления, начать кампанию саботажа против собственности (с минимизацией рисков травматизма и смертности), в то же время обучая военное крыло движения для возможного использования в будущем. Он также затронул в речи некоторые детали отношений между АНК и ЮАКП, пояснив, что, в то время как эти движения сотрудничают в борьбе против системы апартеида, он верит в модель конституционной демократии в ЮАР, а также поддерживает рыночную экономику, а не коммунистического экономическую модель. Речь считается одним из основополагающих моментов в истории Южной Африки.
Всю жизнь я посвятил борьбе африканского народа. Я борюсь и против господства белых, и против господства чёрных. Мой идеал — демократическое свободное общество, в котором все люди будут жить в гармонии и иметь равные возможности. Ради этого идеала я живу и надеюсь добиться его осуществления. Если потребуется, во имя такого идеала я готов умереть.
Как рассказывала Альбертина Сисулу, «во время выступления Нельсона воцарилась гробовая тишина. Когда он заявил, что готов умереть за идеалы демократического свободного общества, свет померк в наших глазах. Нельсон отдавал нам всего себя. Его распяли на кресте, потому что он боролся за права своего народа».

## Результат
Официальное обвинение не просило смертной казни. 12 июня 1964 года был зачитан приговор. Восемь обвиняемых были приговорены к пожизненному заключению, Лионель Бернстайн был оправдан. Голдберг провёл в заключении двадцать два года.
Нельсон Мандела провёл двадцать семь лет и восемь месяцев в тюрьме (18 лет — на Роббенэйланде). Он был освобождён 11 февраля 1990 года.
В 1995 году Мандела пригласил прокурора Ютара на ужин, сказав, что не держит на него зла, поскольку тот «всего лишь исполнял свой долг» как государственный обвинитель.